# Il pappagallo (opera)
Il pappagallo è un'opera di Anton Grigor'evič Rubinštejn su libretto di Hugo Wittmann, basata su una fiaba persiana intitolata Il detto del pappagallo.

## Storia della composizione
L'opera fu composta nel 1884 e rappresentata per la prima volta l'11 novembre di quell'anno ad Amburgo, sotto la direzione dello stesso Rubinštejn.

## Trama
L'azione si svolge nella città di Ispahān, in Persia, in un'epoca indefinita.
Feth-Ali arriva ad Ispahān con uno specchio, l'unico cimelio del padre defunto, un poeta un tempo famoso. Il giovane vede nello specchio l'immagine riflessa della bella Suleika e la bacia. La compagna di Suleika, Fathme, lo manda a processo per quest'oltraggio, ma il Qadi è alquanto confuso nell'emettere il verdetto. Il pappagallo di un derviscio infatti ha detto: "Maß gegen Maß. Da Feth-Ali das Spiegelbild geküßt hat, werde sein Schatten gepeitscht" (Misura per misura. Poiché Feth-Ali ha baciato l'immagine nello specchio, la sua ombra sarà frustata). Feth-Ali bacia la sua amata Suleika, ed il padre della ragazza lo riconosce come il figlio del famoso poeta che un tempo era stato bandito. Il pappagallo ha dichiarato che, dato che "Schatte(n)" (ombra) fa rima con "Gatte" (marito), Feth-Ali diventerà il marito di Suleika.